# Jean-Pierre Lecocq
 (septembre 2024).
Si vous disposez d'ouvrages ou d'articles de référence ou si vous connaissez des sites web de qualité traitant du thème abordé ici, merci de compléter l'article en donnant les références utiles à sa vérifiabilité et en les liant à la section « Notes et références ».
 (septembre 2024).
Jean-Pierre Lecocq, né à Gosselies, en Belgique le 17 juillet 1947 et mort au mont Sainte-Odile, en Alsace, le 20 janvier 1992, est un scientifique (chimiste, biologiste moléculaire, virologiste) et entrepreneur belge. Depuis 1980, il a été successivement directeur scientifique, puis vice-président (1984) et président (1990) de la société Transgène à Strasbourg. Jean-Pierre Lecocq est victime de l'accident du vol 148 Air Inter le 20 janvier 1992 au mont Sainte-Odile.

## Publications
(septembre 2024).
Entre 1970 et 1991 Jean-Pierre Lecocq publie 130 articles. Quinze articles en plus sont apparus entre 1992 et 1995 :
- J.P. Lecocq (thèse) Étude génétique et biochimique de la régulation de la transcription Dépt. de Biologie Moléculaire, université libre de Bruxelles (1975)
- J.P. Lecocq, C. Dambly, R. Lathe, C. Babinet, A. Bailone, R. Devoret, A.M. Gathoye, H. Garcia, M. Dewilde et T. Cabezon Nomenclature and location of bacterial mutations modifying the frequency of lysogenisation of E.coli by lambdoïd phages Molec. Gen. Genet. 145, 63-64 (1976)
- J.P. Lecocq, M. Zubowski et R. Lathe Cloning and expression of viral antigens in Escherichia coli and other microorganisms in: "Methods in Virology" (1984), 7, p. 121 - 172, K. Maramorosch, H. Koprowski, eds, Academic Press Inc, Orlando (Floride).
- M. Courtney, S. Jallat, L.H. Tessier, A. Benavente, R.G. Crystal et J.P. Lecocq « Synthesis in E. coli of alpha1-antitrypsin variants of therapeutic potential emphysema and thrombosis », Nature 313, p. 149-151 (1985)
- H. de la Salle, W. Altenburger, R. Elkaim, K. Dott, A. Dieterlé, R. Drillien, J.P. Cazenave, P. Tolstoshev et J.P. Lecocq « Active gamma-carboxylated human factor IX expressed using recombinant DNA techniques » Nature 316, p. 268-270 (1985)
- R.P. Harvey, E. Degryse, L. Stefanie, F. Schamber, J.P. Cazenave, M. Courtney, P. Tolstoshev et J.P. Lecocq Cloning and expression of a cDNA coding for the anticoagulant hirudin from the bloodsucking leech, Hirudo medicinalis Proc. Natl. Acad. Sci. USA, 83, p. 1084-1088 (1986)
- A. Capron, R. Pierce, J.M. Balloul, J.M. Grzych, C. Dissous, P. Sondermeyer et J.P. Lecocq Protective antigens in experimental schistosomiasis Acta Tropica 44, p. 63-69 (1987)
- G. Rautmann, M.P. Kieny, R. Brandely, K. Dott, M. Girard, L. Montagnier et J.P. Lecocq HIV-1 core proteins expressed from recombinant vaccinia viruses AIDS Res. Hum. Retroviruses (1989) 5, p. 147-57.
- M.P. Kieny, J.P. Lecocq, M. Girard, Y. Rivière, L. Montagnier et R. Lathe Tailoring the human immunodeficiency virus envelope glycoprotein to improve immunogenicity in: Vaccines 89, R.A. Lerner, H. Ginsberg, R.M. Chanock, F. Brown, Cold Spring Harbor Laboratory, p. 177-183 (1989)
- J.P. Van Eendenburg, M. Yagello, M. Girard, M.P. Kieny, J.P. Lecocq, E. Muchmore, P.N. Fultz, Y. Rivière, L. Montagnier et J.C. Gluckman Cell-mediated immune proliferative responses to HIV-1 of chimpanzees vaccinated with different vaccinia recombinant viruses AIDS Res. Hum. Retroviruses (1989) 5, p. 41-50.
- T. Faure, A. Pavirani, P. Meulien, H. de la Salle, G. Mignot, H. van de Pol, M. Courtney et J.P. Lecocq Stable expression of coagulation factors VIII and IX in recombinant chinese hamster ovary cells Advances in Animal Cell Biology and Technology for Bioprocesses (1989), R.E. Spier, J.B. Griffiths, J. Stephenne, P.J. Crooy, Butterworths, England, p. 481-487.
- M.F. Cesbron-Delauw, B. Guy, G. Torpier, R.J. Pierce, G. Lenzen, J.Y. Cesbron, H. Charif, P. Lepage, F. Darcy, J.P. Lecocq et al. Molecular characterization of a 23-kilodalton major antigen secreted by Toxoplasma gondii Proc. Natl. Acad. Sci. USA, 86, p. 7537-7541 (1989)
- B. Brochier, M.P. Kieny, F. Costy, P. Coppens, B. Bauduin, J.P. Lecocq, B. Languet, G. Chappuis, P. Desmettre, K. Afiademanyo, R. Libois et P.P. Pastoret Large-scale eradication of rabies using recombinant vaccinia-rabies vaccine Nature 354, p. 520-522 (1991)
- M.A. Rosenfeld, W. Siegfried, K. Yoshimura, K. Yoneyama, M. Fukayama, L.E. Stier, P.K. Paakko, P. Gilardi, L.D. Stratford-Perricaudet, M. Perricaudet, S. Jallat, A. Pavirani, J.P. Lecocq et R.G. Crystal Adenovirus-Mediated transfer of a recombinant alpha-1-antitrypsin gene to the lung epithelium in vivo Science, 252, 431-434 (1991)
- U.B. Rasmussen, V. Vouret-Craviari, S. Jallat, Y. Schlesinger, G. Pages, A. Pavirani, J.P. Lecocq, J. Pouyssegur et E. Van Obberghen-Schilling cDNA cloning and expression of a hamster alpha-thrombin receptor coupled to Ca2+ mobilization FEBS Lett. 288, p. 123-128 (1991)
- J.M. Reichart, I. Petit, M. Legrain, J.L. Dimarq, E. Keppi, J.P. Lecocq, J.A. Hoffmann et T. Achstetter Expression and Secretion in Yeast of Active Insect Defensin, an Inducible Antibacterial Peptide from the Fleshfly Phormia terranovae Invert. Reprod. and Dev., 21, p. 15-24 (1992)
- M.A. Rosenfeld, K. Yoshimura, B.C. Trapnell, K. Yoneyama, E.R. Rosenthal, W. Dalemans, M. Fukayama, J. Bargon, L.E. Stier, L.D. Stratford-Perricaudet, M. Perricaudet, W.B. Guggino, A. Pavirani, J.P. Lecocq et R.G. Crystal « In vivo Transfer of the Human Cystic Fibrosis Transmembrane Conductance Regulator Gene to Airway Epithelium », Cell, 68, p. 143-155 (1992)

## Éditeur
Lecocq était éditeur (ou coéditeur) des journaux suivants :
- Cell (USA) depuis 1983 ;
- Gene (USA) depuis 1983 ;
- European Journal of Epidemiology (italien) depuis 1985 ;
- Protein Engineering (U.K.) depuis 1986 ;
- Journal of Biological Standardization (OMS) depuis 1989.

## Associations
Lecocq était membre des associations suivantes :
- Société belge de biochimie depuis 1970
- Organisation européenne de biologie moléculaire (EMBO) depuis 1985
- Conseil scientifique de l'Institut national de la recherche agronomique (INRA) depuis 1986
- Consultant de l'OMS à Genève depuis 1986
- Comité national de biochimie : Section des Représentants Français des Industries Biologiques et Biochimiques depuis 1986
- Conseil scientifique de l'université Louis-Pasteur, Strasbourg depuis 1986
- Conseil scientifique de l'Association française de médecine préventive depuis 1986
- Comité d'Orientation de la Délégation Régionale de l'ANVAR France depuis 1986
- Comité académique des applications de la science (CADAS) depuis 1988

## Fondation Jean-Pierre-Lecocq
Afin d'honorer les achèvements de Jean-Pierre Lecocq, en 1992 la Fondation Jean-Pierre-Lecocq a été créée. Depuis 1994 (et jusqu'en 2020) tous les deux ans un prix Jean-Pierre-Lecocq est accordé par l'académie des sciences pour « des innovations scientifiques en biologie moléculaire. »

## Littérature
- Molecular Microbiology (1992) 6 (11), p. 1577-1578
- P. Chambon, M. Courtney, P. Kourilsky, R. Lathe (1992) In Memoriam.  Jean-Pierre Lecocq, 1947-1992 Gene 118, p. 1-2
- R. Lathe (1992) Jean-Pierre Lecocq: A Personal Tribute Gene 118, p. 3-4
- F. Horaud (1992) Obituary: Jean-Pierre Lecocq, 1947–1992 Biologicals  20, p. 89
- Archive de Transgène SA, Boulevard Gonthier d’Andernach, Parc d’Innovation, F-67405 Illkirch Graffenstaden Cedex, France